# 32 bits
32 bits é uma referência à geração de computadores que são construídos com processadores de 32 bits.
O intervalo de valores (números inteiros) que podem ser armazenados por uma "palavra" de 32 bits é de 0 até 4,294,967,295, ou de −2,147,483,648 até 2,147,483,647 se for utilizada a codificação de dois complementos. Consequentemente, um processador de 32 bits pode acessar uma memória de até 4GB. Ou seja, se o usuário quiser ter uma Memória RAM acima de 4GBs, será necessário ter um sistema operacional e um processador de 64bits ou suporte à tecnologia PAE que aumenta o endereçamento para 36 bits.